# 擬婢䱵屬
擬婢䱵屬（學名：Latridopsis）為日鱸目婢䱵科一屬。

## 分類
本屬目前有2個受承認的物種，如下：
- 厚唇擬婢䱵 Latridopsis ciliaris (Forster, 1801)
- 福氏擬婢䱵 Latridopsis forsteri (Castelnau, 1872)：又名真隆頭鮨